# Martin Oscàr
Martin Oscàr, född 29 december 1879 i Vänersborg, död 25 april 1921 i Stockholm, var en svensk operasångare (baryton).
Oscàr studerade vid Musikkonservatoriet i Stockholm åren 1897–1901, och debuterade som Silvio i Pajazzo 1902. Han anställdes vid Kungliga Teatern i Stockholm 1904 och var där en av teaterns främsta krafter. Bland hans roller märks Beckmesser i Mästersångarna i Nürnberg, Papageno i Trollflöjten, Wolfram i Tannhäuser, Figaro i Barberaren i Sevilla, Marcel i Bohème, Jago i Otello och titelrollen i Eugen Onegin. Vid de svenska premiärerna sjöng han Kurwenal i Tristan och Isolde 1909 och Gianni Schicchi 1920. Han medverkade även i svenska verk som Arnljot där han gjorde Kung Olav och i Natanael Bergs Leila som Hassan.
Han var gift med Anna Oscàr 1907–1915 och deltog i hennes amerikaturné 1909.
Oscàr är begravd på Norra begravningsplatsen i Stockholm.

## Filmografi
- 1920 – Erotikon
- 1920 – Gyurkovicsarna